# تشيستر وليم هاريسون
تشيستر وليم هاريسون (بالإنجليزية: Chester William Harrison)‏ (1913 - 1994)؛ كاتب، مصور وروائي أمريكي.